# Шереметов, Валерий Николаевич
Вале́рий Никола́евич Шереме́тов (род. 15 мая 1964, Отрадный, Куйбышевская область) — советский и российский футболист, российский футбольный тренер. Работал тренером вратарей в ряде клубов российской Премьер-лиги.

## Биография
Воспитанник ДЮСШ «Нефтяник» город Отрадный, первый тренер — А. Л. Карпенко. В середине 1980-х выступал за волгоградский «Ротор» и городищенскую «Звезду». В 1988—1991 годах играл за камышинский «Текстильщик».
В 1992 году выступал за клуб «Нефтчи» (Фергана), с которым выиграл золотые медали чемпионата Узбекистана. В сезоне 1993 выступал за тольяттинскую «Ладу» в первой лиге. Выход в высшую лигу в 1993 году и золото в чемпионате Узбекистана являются лучшими достижениями Валерия Шереметова как футболиста. В 1994—1995 годах продолжил карьеру в городищенской «Звезде», позже выступал за другие команды.
В 1995 году Валерий Шереметов приступил к тренерской деятельности в «Торпедо» (Волжский), куда его пригласил работать тренером вратарей и тренером по физподготовке Владимир Дергач. В дальнейшем работал в тольяттинской «Ладе» и ряде других клубов, которые возглавлял Владимир Дергач.
В 2001 году Шереметова позвал в «Уралан» Сергей Павлов, знавший его по камышинскому «Текстильщику». «Уралан» стал первым клубом Премьер-лиги с которым работал Шереметов. Позже, в 2004 году он недолго работал с Павловым в «Луч-Энергии» (Владивосток).
В 2003 году работал в «Торпедо-Металлург». В 2005—2009 годах был в тренерском штабе Леонида Слуцкого в ФК «Москва» и «Крылья Советов», затем работал в футбольной школе ЦСКА.
В дальнейшем был тренером вратарей в «Локомотиве», «Ростове» «Торпедо» (Москва). В начале 2016 года работал тренером вратарей в штабе Александра Бородюка в казахстанском «Кайрате». Затем работал в ФК «Химки» и ФК «Анжи» (Махачкала).
С июня 2018 по 2020 год работал в тренерском штабе «Торпедо» (Москва).
31 марта 2021 года вновь стал тренером вратарей «Торпедо» (Москва).